# 中國粟特人墓葬列表

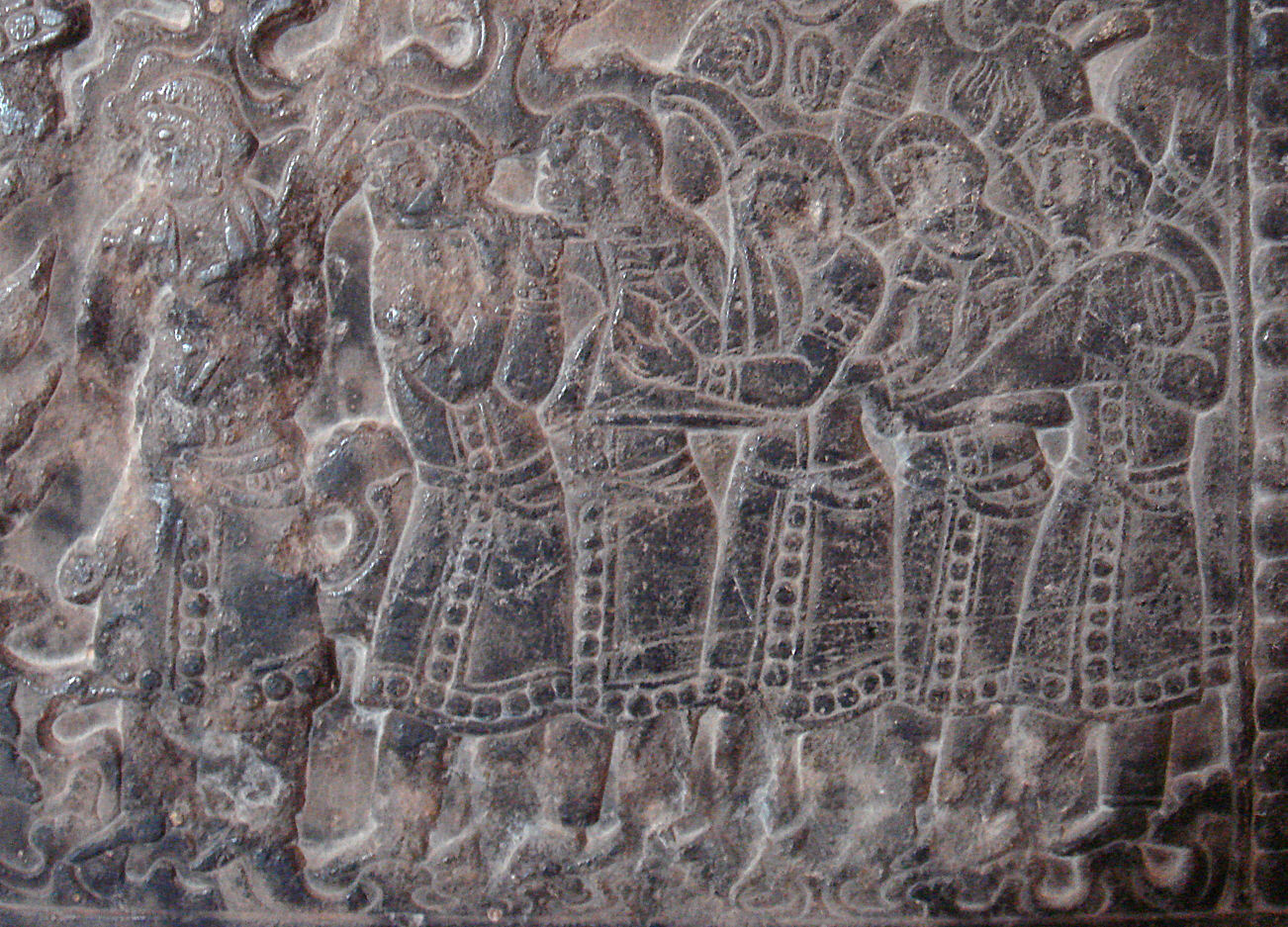
北齊墓葬石榻上的粟特人樂隊浮雕，發現於河南安陽。

中國粟特人墓葬列表收錄目前發現的從北朝至唐朝時期的粟特人古墓葬，可分為三個時期：北朝來華的粟特人墓葬四座，其中的虞弘是北齊時進入中原，於隋朝逝世，所以虞弘墓歸類在隋朝墓葬；隋朝來華的粟特人墓葬，包括虞弘在內有墓主姓名的共三座；唐朝的粟特人墓葬則明顯多於前代，主要分佈在新疆吐魯番、寧夏固原與鹽池、陝西禮泉、山西汾陽、河南洛陽、河北大名和北京等地。此外，巴蜀地區自五代時期起就有祆教信仰和祆祠，也發現過和粟特人石堂相同的祆教納骨器屋形陶棺。
粟特人的墓葬多出土圍屏石榻、石堂或石槨等葬具，亦有耳璫、指環等黃金首飾，石質葬具表面多有雕繪精細、裝飾奢華的圖像。這些藝術品將中亞、波斯和祆教文化帶入中原，與同時期漢人墓葬圖像的文化風格和審美情趣有明顯差異。

## 列表

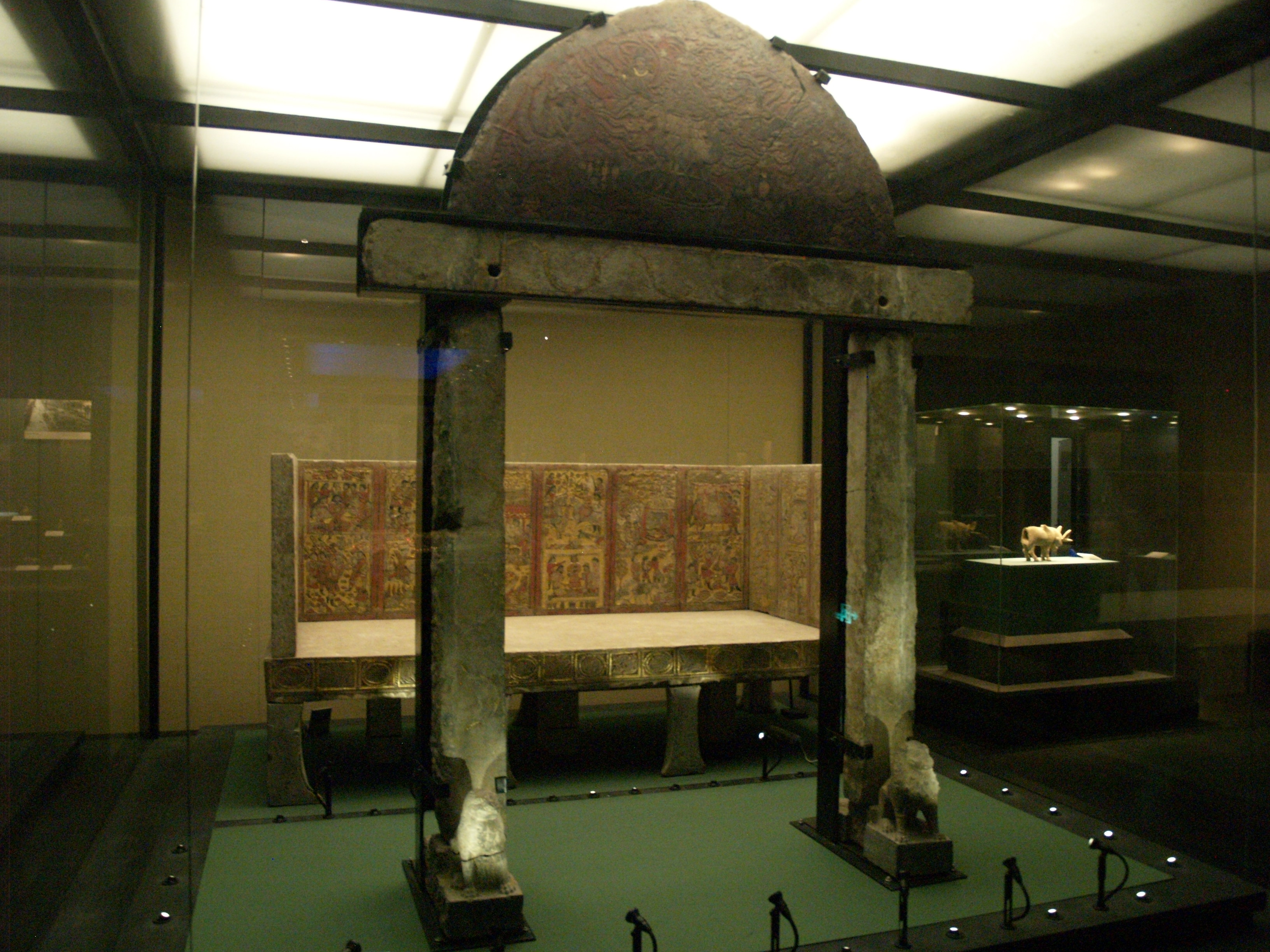
安伽墓石門和圍屏石榻，石門門額圖案為祆教火壇。圍屏石榻由11塊石板構成，共刻繪56幅圖案。

### 北朝
這三座均是北周時期墓葬，採用石槨葬。雖棺槨均為漢地葬俗，但材料選擇石制則與中原傳統葬式不同。安伽墓中發現的火壇圖像，史君墓中的祆教畫面，說明他們雖身處長安，卻仍保留本民族的宗教信仰和生活習俗。但從另一方面來看，比如史君墓石槨的殿堂式結構、安伽墓、康業墓人物服飾的漢化，都表明他們同時亦受到中原文化的強烈影響。從漢化程度上來看，康業墓最高、安伽墓次之，史君墓的漢化程度最低。此外，中國國家博物館於2012年收到由日本收藏家崛內紀良捐贈的北朝粟特人石堂（房屋形石槨），說明可能有更多北朝時期的粟特墓葬。遺憾的是，這座北朝石堂的出土地點及墓葬等訊息不明，所以無法瞭解墓主身份。
| 名稱   | 年代 | 位置       | 宗教信仰 | 發現年份 |
| ------ | ---- | ---------- | -------- | -------- |
| 康業墓 | 571  | 西安北郊   | 不明     | 2004     |
| 安伽墓 | 579  | 西安未央區 | 祆教     | 2000     |
| 史君墓 | 580  | 西安未央區 | 祆教     | 2003     |

### 隋唐

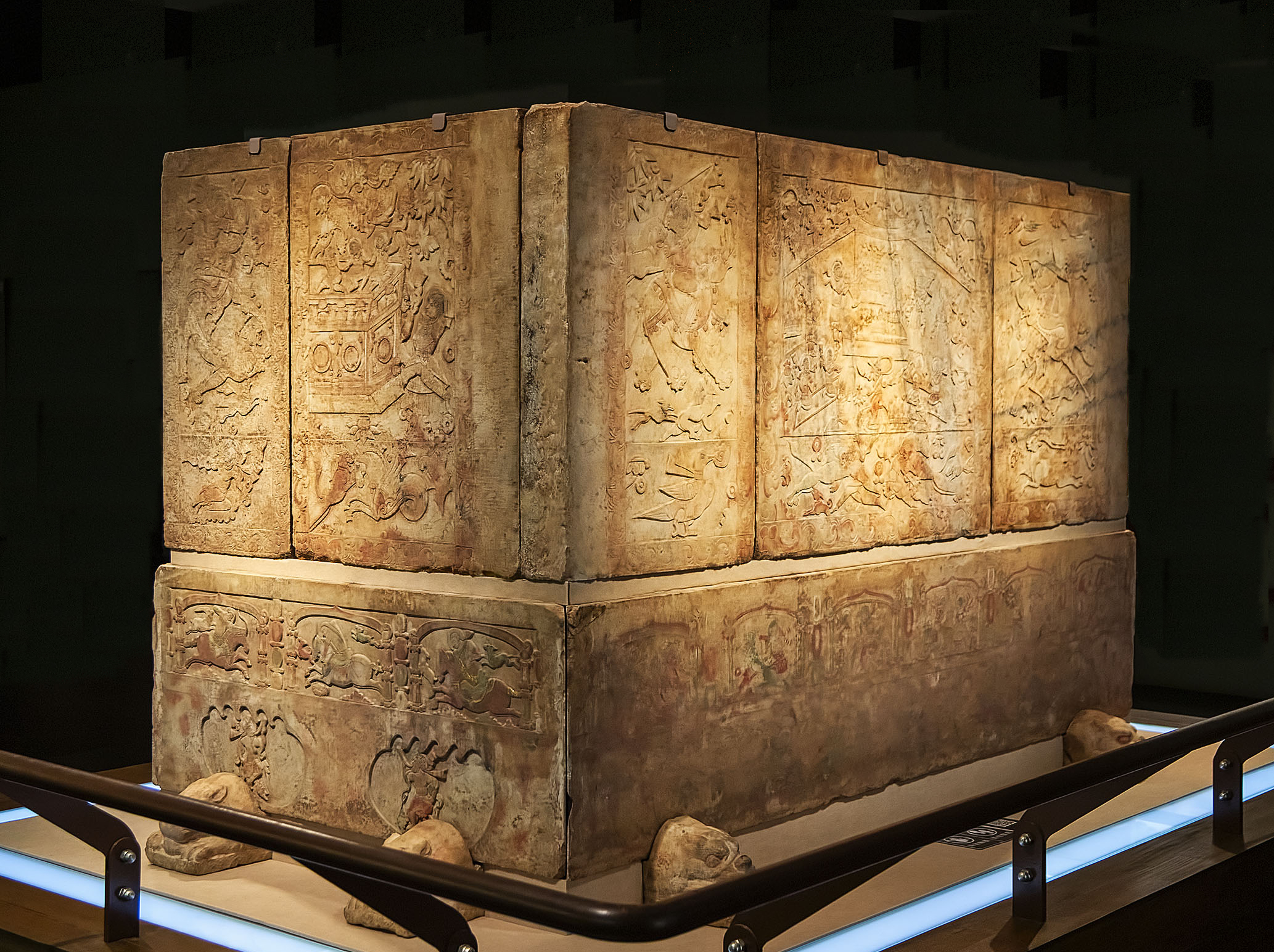
虞弘墓出土的漢白玉浮雕石槨。

1980年代在寧夏固原市原州區陸續發現隋唐墓葬群，其中有六座屬於粟特人史姓墓葬群，這裡的粟特墓葬還出土有波斯銀幣和東羅馬金幣。另外，南塬上還有諸多中小型唐朝墓葬，其中唐29中的兩具人骨架，為男女合葬，經人骨鑒定，均為白種人。1982年在甘肅天水市秦州區發現一座古墓，斷定為北朝晚期至隋朝時期。1999年在山西太原出土的虞弘墓有基本完整的墓誌銘，墓主虞弘確定為來自中亞的高加索人種，但無法斷定是否為粟特人，不過他曾經擔任「檢校薩保府」一職，與粟特人關係密切。
隋朝
| 名稱       | 年代 | 位置       | 宗教信仰   | 發現年份 |
| ---------- | ---- | ---------- | ---------- | -------- |
| 安備墓     | 589  | 河南洛陽市 | 佛教或祆教 | 2007     |
| 虞弘墓     | 592  | 太原晉源區 | 祆教       | 1999     |
| 史射勿墓   | 609  | 固原原州區 | 祆教       | 1987     |
| 天水粟特墓 | 不明 | 天水秦州區 | 祆教       | 1982     |
| 九龍山隋墓 | 不明 | 寧夏固原市 | 祆教       | 2004     |

唐朝
| 名稱                  | 年代  | 位置         | 宗教信仰     | 發現年份 |
| --------------------- | ----- | ------------ | ------------ | -------- |
| 曹怡墓                | 655   | 山西汾陽市   | 祆教（可能） | 2007     |
| 史道洛墓              | 658   | 固原原州區   | 祆教（可能） | 1995     |
| 史索岩墓              | 664   | 固原原州區   | 佛教         | 1984     |
| 史訶耽墓              | 669   | 固原原州區   | 祆教         | 1986     |
| 史鐵棒墓              | 670   | 固原原州區   | 不明         | 1986     |
| 史道德墓              | 678   | 固原原州區   | 祆教         | 1982     |
| 安元壽墓 (陪葬唐昭陵) | 683   | 咸陽九嵕山   | 不明         | 1972     |
| 安菩墓                | 709   | 洛陽龍門山   | 祆教         | 1981     |
| 史思明墓              | 761   | 北京豐臺區   | 祆教         | 1981     |
| 米繼芬墓              | 805   | 西安西郊     | 景教         | 1957     |
| 李素墓                | 817   | 西安         | 景教         | 1980     |
| 花獻墓                | 不明  | 河南洛陽市   | 景教         | 不明     |
| 何弘敬墓              | 866？ | 邯鄲萬堤農場 | 不明         | 1973     |

## 外部連結
- 寧夏文物考古研究所上的 洛陽新出土唐代粟特人墓誌考釋 （页面存档备份，存于） （简体中文）